# CD Octantis
CD Octantis (CD Oct / WD 2159-754) es una enana blanca de magnitud aparente +15,03 encuadrada en la constelación de Octans.
Si bien su paralaje no ha sido medida, su distancia respecto al sistema solar —46 ± 5 años luz— es conocida por fotometría.
CD Octantis tiene tipo espectral DA5.6, siendo el hidrógeno el elemento predominante en su atmósfera.
La temperatura efectiva de este remanente estelar se sitúa entre 8911 y 9040 K.
Como las enanas blancas no generan energía por fusión nuclear, sino que radian al exterior el exceso de calor a un ritmo constante, con el tiempo su temperatura superficial va descendiendo;
CD Octantis tiene una edad estimada —como remanente estelar— de 2760 millones de años.
Un aspecto notable de CD Octantis es su elevada masa, estimándose ésta en 1,17 ± 0,03 masas solares —considerando que es una enana blanca de carbono-oxígeno—, aunque podría tener 1,14 masas solares si su interior está formado por oxígeno-neón.
En consecuencia, es una enana blanca «ultramasiva», condición que está apoyada por su peculiar velocidad radial.
Su masa es superior a la de Sirio B en un 20%.
CD Octantis está catalogada como variable pulsante de tipo ZZ Ceti en el General Catalogue of Variable Stars (GCVS), siendo la variación de brillo registrada de 0,10 magnitudes.